# Paraplubak

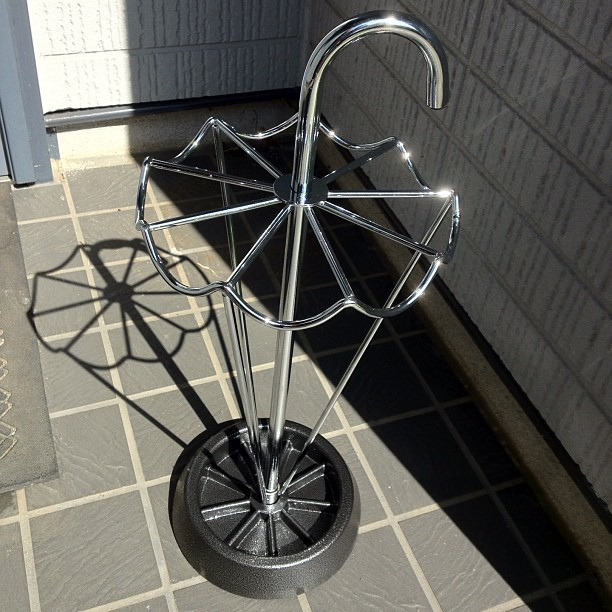
Paraplubak

Een paraplubak is een bak, waarin mensen hun natte paraplu kunnen opbergen. Deze kom je vooral tegen in winkels of andere openbare gelegenheden. De paraplubak staat vlak bij de deur, zodat je de natte paraplu niet mee de ruimte hoeft in te nemen.
Paraplubakken kan men kant-en-klaar kopen in woninginrichtingszaken of zelf maken. Men gebruikt hiervoor soms een oude melkbus voor. Deze wordt geschuurd en eventueel beschilderd met een landelijke afbeelding, Staphorster stipwerk, Hindeloper, Makkummer of een andere streekgebonden versiering.